# Vanthoffite
La vanthoffite è un minerale.